# Потоцкий, Станислав Станиславович
Граф Станислав Станиславович Потоцкий (пол. Stanisław Potocki; 1787—1831) — российский военачальник эпохи наполеоновских войн, генерал-майор, генерал-адъютант, тайный советник, обер-церемониймейстер.

## Биография
Родился в 1787 году; представитель польского магнатского рода Потоцких, сын Станислава Щенсного Потоцкого.
В шестилетнем возрасте был записан на военную службу в Конный лейб-гвардии полк с увольнением до «указанных лет», но в 1796 году был исключен из списков полка. С 14 мая 1803 года — поручик Лейб-кирасирского Её Величества полка; в 1804 году вновь был зачислен в Конный лейб-гвардии полк.
С 1805 года находился в заграничном походе русской армии, под непосредственной командой цесаревича Константина Павловича; под Аустерлицем он получил за отличие орден Святой Анны 3-й степени. В 1807 году (29 мая) был под Гейльсбергом, исполняя различные поручения цесаревича; под Фридландом (2 июня) Потоцкий заслужил орден Святого Владимира 4-й степени и золотую шпагу с надписью «За храбрость». В том же году Потоцкий был произведён в штаб-ротмистры, а 14 января 1809 года, уже в чине ротмистра, вышел в отставку; 18 апреля пожалован камергером, но вскоре (4 августа того же года) снова был принят в военную службу подполковником по армейской кавалерии и участвовал походе в Молдавию. Назначенный, 20 декабря 1810 года, флигель-адъютантом к Его Императорскому Величеству, Потоцкий был переведен в Преображенский лейб-гвардии полк и 15 сентября 1811 года получил чин полковника.

Принимал участие в Отечественной войне 1812 года и Войне шестой коалиции, в ходе которой за Битву народов был 8 октября 1813 года награждён орденом Святого Георгия 4-го класса: 
за отличие в сражении с французами при Лейпциге.
Был произведён в генерал-майоры 15 сентября 1813 года; в 1814 году, состоя непосредственно при Александре I, участвовал в сражении при Бриенне, за отличие в котором получил баварский военный орден Максимилиана Иосифа, а за сражение при Аренсе — орден Св. Анны 1-й степени. В кампанию 1815 года он состоял при баварской армии.
С 1 июля 1817 года граф Потоцкий был назначен генерал-адъютантом и оставался в этом звании до 6 сентября 1822 года, когда, по домашним обстоятельствам, вышел в отставку. В это время он числился дежурным генералом Главного Штаба войск польской армии и жил в Варшаве. Спустя четыре года (25 мая 1826 года) он был пожалован в чин тайного советника и назначен обер-церемониймейстером Высочайшего Двора; 24 мая 1829 года награждён Орденом Белого орла.
Потоцкий был очень богат: в Подольской и Киевской губерниях у него насчитывалось 8000 душ крестьян.
Станислав Станиславович Потоцкий умер в Санкт-Петербурге 15 (27) июля 1831 года. Узнав о его смерти, император Николай писал князю Паскевичу: «Потерял я также бедного генерала Потоцкого, которого любил и уважал, как друга, но сей (умер) не от холеры, а от камня в печени».
Был похоронен на Смоленском лютеранском кладбище. В июне 1858 года прах был перенесен в фамильный склеп в крипте храма Посещения пресвятой девой Марией Елизаветы, расположенного на территории устроенного в 1856 году Выборгского римско-католического кладбища в Санкт-Петербурге.

## Семья
Был женат с 1813 года на вдове княгине Екатерине Ксаверьевне Сангушко (1781—1820), урождённой графине Браницкой, сестре Е. К. Воронцовой и В. К. Браницкого. Её жизнь была короткой: заболев, скончалась в Петербурге в феврале 1820 года. К. Я. Булгаков сообщал брату:
Потоцкая почти безнадежна, ей дают уже мускус, и доктора не скрывают более её опасности. Тут всех жаль: во-первых, её — женщина, прекрасная душою, умом и телом; жаль доброго мужа, который столько с нею счастлив; жаль сироту-дочь, жаль сестру, мать.
Оставила мужу одну дочь:
- Александра (1818—1892), с 1840 года жена графа Августа Потоцкого (1806—1867).